# María Luisa Ortega Delgado
María Luisa Ortega Delgado (Pánuco, Veracruz, 23 de enero de 1927 - Ciudad de México, 11 de abril de 2009) fue una química bacterióloga parasitóloga, catedrática y académica mexicana. Se especializó en el área de bioquímica, fue pionera en México en la aplicación de esta ciencia a la agricultura así como de la fisiología vegetal. Abraham Serrano Ortega, sobrino de la doctora Ortega, propuso a su  tía en el Senado de la República para ser acreedora a la Medalla Belisario Domínguez.

## Estudios y docencia
Cursó la licenciatura de química bacterióloga y parasitóloga en la Escuela Nacional de Ciencias Biológicas del Instituto Politécnico Nacional. En 1958 realizó estancias de investigación en el Instituto Max Planck para la Biología del Desarrollo, en la Universidad de Colonia y en la Universidad de Wurzburgo en Alemania. En 1961 comenzó a estudiar un doctorado en bioquímica en su alma mater, realizó un estancia posdoctoral en la Universidad de California en Davis en Estados Unidos.
Al regresar a México inició su labor docente impartiendo clases en el Colegio de Postgraduados y en la Universidad Autónoma Chapingo (Universidad Autónoma Chapingo). Durante más de treinta años, impartió clases de Fisiología Celular, Análisis Instrumental, Materia Orgánica de los Suelos y Bioquímica. Fue promotora de la realización de trabajos interdisciplinarios con la Facultad de Química de la Universidad Nacional Autónoma de México (UNAM).

## Investigadora y académica
Realizó investigaciones agrícolas y nuticionales del maíz, caña de azúcar, frijol, trigo, cebada, nopal y xoconostle.
Fue miembro de la Academia de la Investigación Científica, de la Sociedad Mexicana de la Ciencia del Suelo, de la Asociación Latinoamericana de Ciencias Agrícolas, de la American Society of Plant Physiologists, y de la Academia de Ciencias de Nueva York. Fue miembro fundador del Sistema Nacional de Investigadores y miembro del Consejo Consultivo de Ciencias de la Presidencia de la República.

## Publicaciones
Publicó más de 60 artículos científicos y casi 40 notas de investigación para revistas especializadas, así como 19 publicaciones en diversos congresos. 

## Premios y distinciones
- Distinción anual por el Colegio de Postgraduados en 1989, 1990, 1991 y 1992.
- Diploma de reconocimiento de las Mujeres Pioneras de la Enseñanza e Investigación, otorgado por el Colegio de Postgraduados, en 1992.
- Premio Nacional de Ciencias y Artes en el área de Tecnología y Diseño otorgado por la Secretaría de Educación Pública, en 1996.
- Diploma al Mérito por la Sociedad Mexicana de Ciencias del Suelo.
- Presea Lázaro Cárdenas otorgada por el Instituto Politécnico Nacional.
- Reconocimiento especial del Senado de la República, fue candidata para recibir la Medalla Belisario Domínguez.[5]
- Investigadora Emérita por el Colegio de Postgraduados desde 1998.